# Camp Perrin (kommun)
Camp Perrin är en kommun i Haiti.   Den ligger i departementet Sud, i den västra delen av landet, 160 km väster om huvudstaden Port-au-Prince.